# Штемберг, Марк Израилевич
Марк Израилевич Штемберг (1927, Марганец — 14 апреля 2013, Кишинёв) — молдавский советский гинеколог и учёный-медик. 

## Биография
Марк Штемберг родился в Марганце Днепропетровской области, в семье медиков. Его отец, Израиль Исаакович Штемберг (1896—1985), был выпускником Одесского медицинского института, сестра — Днепропетровского медицинского института; мать Лима Зиновьевна (1897—1967) была биохимиком. В 1941 году его родители ушли на фронт — отец служил начальником передвижного военного госпиталя, а мать работала там же в лаборатории. Марк с сестрой, бабушкой и дедушкой по материнской линии были эвакуированы в Свердловск, где он окончил среднюю школу и поступил на металлургический факультет в Уральский политехнический институт, а впоследствии перевёлся в Свердловский медицинский институт, который окончил в 1949 году. Его отец, Израиль Исаакович, после войны работал начальником врачебно-санитарного управления железных дорог Уральского округа, а в 1950 году был направлен в Молдавскую ССР начальником железнодорожной больницы в Кишинёве.
С 1951 года — ординатор 4-й кишинёвской клинической больницы, с 1953 года — районный акушер-гинеколог в Страшенской районной больнице (в этот период защитил кандидатскую диссертацию по теме «Опыт организации акушерско-гинекологической службы в сельском районе»). С 1958 года — на кафедре акушерства и гинекологии Кишинёвского медицинского института. Последние годы жизни работал на кафедре акушерства и гинекологии факультета усовершенствования врачей медицинского университета имени Н. Тестимициану в Кишинёве. Ответственный секретарь журнала «Buletin de perinatologie». Автор научных трудов по эпидемиологии гинекологических заболеваний, предраковым заболеваниям наружных половых органов у женщин, научно-популярных книг по сексологии и книги воспоминаний.
Лауреат Государственной премии Молдавии в области науки, техники и производства (1998).

## Монографии и учебно-методические пособия
- Unele chestiuni privind organizarea asistenţei obstetricale-ginecologice la sate (După materialele din r-nul Străşeni al RSSM). Кишинёв: Госиздат Молдавии, 1958.
- Акушерско-гинекологическая помощь в Молдавии (с А. З. Кочергинским). Кишинёв: Картя молдовеняскэ, 1962.
- Ce trebuie să ştie femeia gravidă şi lehuza despre fisurile mamelonare şi mastită. Кишинёв: Картя молдовеняскэ, 1967.
- Bolile venerice şi prevenirea lor (с Л. Богачёвой). Кишинёв: Картя молдовеняскэ, 1968.
- Крауроз и лейкоплакия вульвы. Кишинёв: Штиинца, 1980.
- Гигиена брака (с Г. А. Паллади). Кишинёв: Картя молдовеняскэ, 1981 и 1987.
- Вопросы медицинской генетики: методические рекомендации. Кишинёв: Тимпул, 1986.
- Эпидемиологические аспекты гинекологических заболеваний в Молдавской ССР (с Г. А. Паллади и О. Г. Самойловой). Кишинёв: Штиинца, 1988.
- Откровенно об интимной жизни (с Г. А. Паллади и А. М. Ермичёвым). Кишинёв: Сигма, 1990.
- Новое в гинекологии, акушерстве и перинатологии. Под редакцией М. И. Штемберга. Кишинёв: Тимпул, 1990.
- Гармония интимных отношений (с Г. А. Паллади и В. М. Михлиным). Кишинёв: Тимпул, 1991.
- Endoscopia în ginecologie (с Г. Марку, Н. Корольковой и Г. Палади). Кишинёв, 1992.
- Inflamaţiile organelor genitale (с Г. Марку, Н. Корольковой и Г. Палади). Кишинёв, 1993.
- Методы диагностики и лечения в гинекологии (с Г. А. Палади, Н. М. Корольковой и М. В. Ротарь). Кишинёв: Центральная типография, 1993.
- Dereglările ciclului menstrual (учебное пособие; с Г. Палади, П. Рошкой и М. Ротару). Кишинёв: Colibris, 1994.
- Нарушения менструальной функции (с Г. Палади, П. Рошкой и М. Ротару). Кишинёв: Колибрис, 1994.
- Prevenirea sarcinii (с Е. Гладуном, В. Фрипту и М. Ротару). Кишинёв: Центральная типография, 1995.
- Предупреждение беременности. Кишинёв: Центральная типография, 1995.
- Минувших лет воспоминания: из истории акушерско-гинекологической службы в Республике Молдова. Кишинёв: Центральная типография, 1996 и 2005.
- Ginecologie neoperatorie (îndrumar; с Е. Гладуном, Н. Корольковой и В. Фрипту). Кишинёв: Центральная типография, 1996.
- Graviditatea ectopică (с Е. Градуном, Н, Корольковой, В. Чобану и А. Мишиной). Кишинёв, 1998.
- Maladii septicopurulente în obstetrică (с Е. Гладуном и В. Фрипту). Кишинёв: Центральная типография, 1998.
- Фетоплацентарный комплекс: перинатальные аспекты (с Е. Гладуном, В. Фрипту и П. Стратулатом). Кишинёв: Центральная типография, 2000.
- Obstetrică fiziologică (с Е. Гладуном, Н. Корольковой и В. Фрипту). Кишинёв: Центральная типография, 2001.
- Patologia sarcinii (с Е. Гладуном, Н. Корольковой и В. Фрипту). Кишинёв: Центральная типография, 2002.
- Учёные и врачи-евреи: яркий след в Молдове. Кишинёв: Центральная типография, 2006.
- Obstetrica practică (практическое акушерство; с Е. Гладуном, Н. Корольковой и В. Фрипту). Кишинёв: Центральная типография, 2006.
- Крауроз и лейкоплакия вульвы. Кишинёв: Центральная типография, 2007.
- O pleiadă de glorie: rectorii Universităţii de Stat de Medicină şi Farmacie «Nicolae Testemiţanu» (плеяда славы: ректоры Государственного медико-фармакологического университета). Кишинёв: Центральная типография, 2009.